# 中日本氷糖
中日本氷糖株式会社（なかにっぽんひょうとう、英: Naka Nippon Hyoto Co., Ltd.）は、愛知県名古屋市中川区に本社を置く製糖メーカー。

## 概要
『馬印』のブランドで砂糖等を製造販売している。氷砂糖のシェアは日本国内トップで、自然結晶タイプの「ロック」でシェア9割、十六面体結晶タイプの「クリスタル」でシェア5割を誇る。その他、飲料製造に用いる液糖、かき氷等に用いる氷糖蜜、角砂糖等を扱う。
なお、馬印というブランド名は真清田神社の例大祭「馬祭り」からとったものである。

### 青梅との関係
氷砂糖は梅酒等の果実酒作りに用いることが多いために、その年の青梅の出来不出来に氷砂糖の売上が左右されるという。中日本氷糖の公式サイトには青梅の出来についての情報が掲載されている。

## 沿革
- 1895年（明治28年） - 愛知県中島郡一宮村において福井商店を創業[2][7]。
- 1947年（昭和22年）2月 - 福井興業株式会社として設立[6][7]。
- 1948年（昭和23年） - 一宮糖化工業株式会社に商号を変更[6]。
- 1952年（昭和27年） - 現商号に変更[7]。
- 1958年（昭和33年） - 名古屋市中川区に本社を移転[2]。
- 1962年（昭和37年） - 果実酒用氷砂糖のシェア30%となる[5]。
- 1963年（昭和38年） - 前年の砂糖輸入自由化による市況低迷から精製糖事業が赤字となる[5]。
- 1969年（昭和44年） - 精製糖事業から撤退[5]。氷砂糖等の特殊糖専業となる[5]。
- 1994年（平成6年） - 氷砂糖資料館を岐阜県海津市に開設[7]。
- 2005年（平成17年） - 関西製糖に資本参加。共同生産に加わる。[要出典]
- 2011年（平成23年） - 全額出資でメイホウ食品株式会社を設立し、氷糖生産の他にどら焼きの生産も開始。
- 2011年（平成23年） - 愛知ブランド企業に認定[8]。
- 2014年（平成26年） - 5月 億万両本舗和作社を吸収合併[9]。
- 2021年（令和3年） - 南濃工場FSSC22000認証取得[10]。

## 事業所
- 本社 - 愛知県名古屋市中川区玉川町1丁目1番地[1]
- 南濃工場 - 岐阜県海津市南濃町津屋2812-100[1]（北緯35度15分27.8秒 東経136度33分35.9秒 / 北緯35.257722度 東経136.559972度）